# Jan VII (książę Meklemburgii)
Jan VII (ur. 7 marca 1558 r., zm. 22 marca 1592 r.) – książę Meklemburgii-Schwerin od 1576 r.

## Życiorys
Jan był synem księcia meklemburskiego na Schwerinie Jana Albrechta I i Anny Zofii, córki księcia Prus Albrechta Hohenzollerna (byłego wielkiego mistrza zakonu krzyżackiego). W 1576 r., po śmierci ojca, objął następstwo po nim. 
W 1592 r. popełnił samobójstwo – siedmiokrotnie pchnął się nożem i po kilku dniach zmarł. Aby uniknąć pochówku w niepoświęconej ziemi, jego stryj Ulryk i brat Zygmunt August oskarżyli o spowodowanie śmierci dwie kobiety, które miały pchnąć księcia do tego czarami.
Żoną Jana była Zofia (1559–1634), córka księcia Holsztynu-Gottorp Adolfa I oldenburskiego. Z małżeństwa tego pochodziło troje dzieci:
- Adolf Fryderyk I (1588–1658),
- Jan Albrecht II (1590–1636),
- Anna Zofia (1591–1648).